# صموئيل سوسا
صموئيل سوسا (بالإسبانية: Samuel Sosa)‏ هو لاعب كرة قدم فنزويلي في مركزي نصف الجناح والوسط، ولد في 17 ديسمبر 1999 في بلنسية في فنزويلا. لعب مع تاليريس كوردوبا.

## وصلات خارجية
- صموئيل سوسا على موقع قاعدة بيانات كرة القدم.إي يو (الإنجليزية)
- صموئيل سوسا على موقع ناشيونال فوتبول تيمز (الإنجليزية)
- صموئيل سوسا على موقع Soccerway.com (الإنجليزية)
- صموئيل سوسا على موقع AS.com (الإسبانية)